# Divona
Divona est une divinité topique des gouffres ou des sources pour les Gaulois, elle serait une divinité hydronymique pour les autres Celtes. Déesse des sources guérisseuses et des fontaines sacrées.

## Théonymie
Divona « divine » est un terme gaulois qui semble avoir d'abord désigné une source sacrée (Ausone, Ordo, XX.169 « ...Divona Celtarum linga fons addite divis »).
Il s'agit d'un dérivé du nom celtique de dieu, c'est-à-dire *dēuos (*dēvos) et au féminin *deua, devenu diua (diva). On le rencontre par exemple dans des noms de rivières comme la Dives (Normandie).
Les divinités traditionnelles des Gaulois ont continué d'être honorées après la conquête. Cela ne dérangeait pas l'autorité romaine dans la mesure où la religion ne servait pas de prétexte à comploter contre elle et n'excluait pas le culte fédérateur à l'empereur. On pense probable que certains Romains installés en Gaule ont adopté une ou plusieurs divinités locales dans leur pratique religieuse.

## Toponymie
Le nom de cette divinité gauloise se retrouve dans le nom de plusieurs sites et localités :
- Divona Cadurcorum est le nom latin de l'actuelle ville de Cahors. Plusieurs auteurs latins, associant la ville et sa fontaine, ont longtemps désigné Cahors sous le nom de Divona[3] ;
- La Fosse Dionne source vauclusienne à Tonnerre dans l'Yonne tiendrait son nom de Divona[1].
- Divonne-les-Bains tiendrait également son nom de Divona[4].
- La Douix de Châtillon[5] est un ancien sanctuaire gaulois consacré à Divona[6].
- La Douix d'Aulot[7] et la Duix de Terrefondrée sur la commune de Bure-les-Templiers, dans le marais tufeux du Cônois[8].
- La commune de Dions (Divonum) dans le Gard. Ce village est connu pour son gouffre.